# Cecylia Rozwadowska
Cecylia Jordan-Rozwadowska (ur. 15 stycznia 1903 we Lwowie, zm. 8 czerwca 1946 w Paryżu) – porucznik Armii Krajowej, organizatorka oświaty dla kobiet w obozie Oberlangen. 

## Rodzina
Cecylia Rozwadowska była córką Jana Emanuela Rozwadowskiego i Marii Rozwadowskiej (małżeństwo kuzynów). Pochodziła z tzw. pułkownikowskiej linii Rozwadowskich. Jej stryjami byli gen. Tadeusz Rozwadowski i płk Wiktor Rozwadowski, a bliskim kuzynem Tadeusz Bór-Komorowski. Posiadała czwórkę młodszego rodzeństwa: Janinę, Mieczysława Andrzeja, Franciszka i najmłodszego Wincentego (Wincenty Jordan Rozwadowski), któremu w pierwszych latach życia zastępowała zmarłą matkę.

## Wykształcenie
Cecylię razem z siostrą Janiną wysłano do elitarnej francuskojęzycznej szkoły katolickiej z internatem we Fryburgu (jej ojciec, działacz niepodległościowy i bliski współpracownik Romana Dmowskiego zamieszkał wówczas w Szwajcarii). 
Po ukończeniu szkoły we Fryburgu w 1921 roku, Cecylia wróciła do Polski i na początku 1922 roku zdała maturę we Lwowie. W latach 1922–1925 uczyła się w Państwowej Szkole Przemysłu Artystycznego w Krakowie. Dodatkowo uczęszczała na wykłady z teorii i historii sztuki na Uniwersytet Jagielloński. Wtedy zaczęła tworzyć swoje pierwsze prace - plakaty reklamujące wystawy malarskie. Dalsze studia artystyczne kontynuowała w Paryżu i Rzymie oraz w warszawskiej ASP.
Cecylia Rozwadowska znacznie różniła się od większości panien z bogatych, ziemiańskich rodzin. W listach do ojca, pisała, że zdecydowanie bardziej ceni sobie towarzystwo biednych, ale inteligentnych akademików, niż wywyższających się arystokratek z krakowskich salonów. Rozwadowska kochała podróże, polowania, jazdę konną. Bardzo często odwiedzała Francję, gdzie zamieszkała jej siostra Janina. Angażowała się również w pomoc dla biednej młodzieży akademickiej. Wykorzystując pozycję ojca, prominentnego działacza Narodowej Demokracji, wspierała akcję Komitetu Paryskiego, polegającą na wysyłaniu studentów krakowskiej Akademii Sztuk Pięknych na stypendia do Paryża.

## II wojna światowa
W latach trzydziestych Cecylia przeprowadziła się do Warszawy, gdzie zajmowała się sztuką użytkową. Wybuch II wojny światowej zastał ją w stolicy. W czasie obrony Warszawy we wrześniu 1939 roku w ogniu walk, zajmowała się zaopatrzeniem w żywność i środki opatrunkowe.
W czasie okupacji Rozwadowska wstąpiła do konspiracji. Według relacji jej kuzynki Felicji Żeromskiej Cecylia miała należeć do najbliższego otoczenia swojego kuzyna gen. Tadeusza Bora-Komorowskiego.
W powstaniu warszawskim Rozwadowska pod pseudonimem "Barbara", dowodziła oddziałem dziewcząt niosących pomoc cywilnej ludności Warszawy. Odznaczona Krzyżem Walecznych.

## W obozie Oberlangen
Po kapitulacji powstania Rozwadowska dostała się do niewoli niemieckiej. Początkowo umieszczono ją w stalagu XB w Sandbostel. W grudniu 1944 roku przeniesiono ją wraz z innymi kobietami do stalagu VI C Oberlangen.
W nowym obozie Cecylia weszła w skład Rady Instruktorskiej. Odpowiedzialna była za sprawy kultury i oświaty w obozie. Okazała się sprawną organizatorką, dzięki czemu wśród więźniarek uzyskała nieoficjalny tytuł "ministra oświaty". Dzięki jej wysiłkom zorganizowano kurs gimnazjalny, odbywały się też wykłady na poziomie uniwersyteckim, komplety języków obcych oraz zajęcia artystycznie i kulturalne.
Obóz Oberlangen został wyzwolony 12 kwietnia 1945 roku przez oddział I Dywizji Pancernej Polskich Sił Zbrojnych na zachodzie, gdzie służył brat Cecylii por. Franciszek Rozwadowski i jej kuzyni por. Wiktor Rozwadowski oraz rtm. Jan Rozwadowski.

## Schyłek życia
Po wyzwoleniu Rozwadowska otrzymała zadanie pomagania młodym, uwolnionym z obozów dziewczynom w kontynuowaniu ich nauki na zachodnioeuropejskich uniwersytetach. Cecylia miała do tego doskonałe kwalifikacje, znała kilka języków obcych i mogła się pochwalić licznymi znajomościami jeszcze z czasów przedwojennych.
Pracę w nowym charakterze przerwało zdiagnozowanie u Rozwadowskiej nowotworu żołądka. Po sześciu miesiącach walki z chorobą Cecylia Rozwadowska zmarła 8 czerwca 1946 roku w Paryżu. 

## Upamiętnienie
Cecylia Rozwadowska została patronką 18 Warszawskiej Drużyny Harcerek „Przestrzeń” z Mazowieckiej Chorągwi Harcerek Związku Harcerstwa Rzeczypospolitej.